# Соблазнительница
Соблазнительница (англ. The Temptress) — немая романтическая драма режиссёра Фреда Нибло, вышедшая на экраны в 1926 году. В главных ролях Грета Гарбо, Антонио Морено, Лайонел Бэрримор и Рой Д’Арси, премьера фильма состоялась 10 октября 1926 года. Мелодрама основана на романе Висенте Бласко Ибаньеса и адаптирована для киносценария Дороти Фарнум.
В своём четвёртом фильме Гарбо играла главную роль, женщины-вамп, которая помимо своей воли разрушает жизнь многим мужчинам, которые вступают в контакт с ней.

## Сюжет
Елена (Гарбо) — жена маркиза де Торре Бьянка (Кализ) и любовница богатого парижского банкира Фонтеноя (МакДермотт). К маркизу приезжает его аргентинский друг Робледо (Морено), молодой инженер, и непостоянная Елена быстро влюбляется в него. Вскоре Фонтеной теряет все своё состояние, Елена бросает его и возвращается к мужу, после чего банкир убивает себя. Елена с мужем отправляется в Аргентину, где строит плотину Робледо, появление красивой женщины приводит к кровавой дуэли между Робледо и его заклятым врагом Манос Дурасом (Рой Д’Арси). Непреднамеренно Елена вызывает разрушения плотины, на которой Робледо работал всю свою жизнь. Елена возвращается в Париж, где проводит остаток своих дней, как нищая проститутка. Такое, окончание имела европейская версия «Соблазнительницы». Американская версия заканчивается счастливо, через пять лет после вышеописанных событий, Робледо и Елена, которая изменяется, торжественно открывают уже отремонтированную плотину.

## Роли исполняют
- Грета Гарбо — Елена
- Антонио Морено — Мануэль Робледо
- Марк МакДермотт — Фонтеной
- Лайонел Берримор — Кантерак
- Арманд Кализ — маркиз де Торре Бьянка
- Рой Д’Арси — Манос Дурас